# Gerbillus latastei
Gerbillus latastei är en däggdjursart som beskrevs av Thomas och Édouard Louis Trouessart 1903. Gerbillus latastei ingår i släktet Gerbillus och familjen råttdjur. IUCN kategoriserar arten globalt som livskraftig. Inga underarter finns listade i Catalogue of Life.
Arten är med en kroppslängd (huvud och bål) av 100 till 120 mm, en svanslängd av 120 till 135 mm, med 27 till 32 mm långa bakfötter och med cirka 15 mm långa öron en liten ökenråtta. Viktuppgifter saknas. Håren på ovansidan är gråa nära roten och orange vid spetsen och pälsen ser därför mörk orange ut. Den blir ljusare fram till sidorna och övergår i den vita pälsen på undersidan. På huvudet finns vita fläckar framför och bakom varje öga samt bakom varje öra. Dessutom är kinderna, nosen, strupen, benen och fötterna vita. Svansen har en sandfärgad till orange ovansida och undersidan har samma färg eller den är vit. Vid svansspetsen bildar mörka långa hår en smal tofs. Gerbillus latastei har en diploid kromosomuppsättning med 74 kromosomer (2n=74).
Denna ökenråtta förekommer i södra Tunisien och nordvästra Libyen. Den lever där i öknar och halvöknar, ofta på kullar eller sanddyner.